# قلعة علي بابا
قلعة علي بابا (بالفارسية: قلعه علی بابا)) هي قرية إيرانية تقع في قسم لامرد الريفي في الناحية المركزية في مقاطعة لامرد، محافظة فارس، إيران.